# Potașnea, Kaniv
Potașnea (în ucraineană Поташня) este un sat în comuna Tahancea din raionul Kaniv, regiunea Cerkasî, Ucraina.

## Demografie
Componența lingvistică a localității Potașnea
     Ucraineană (95%)
     Rusă (5%)
Conform recensământului din 2001, majoritatea populației localității Potașnea era vorbitoare de ucraineană (95%), existând în minoritate și vorbitori de rusă (5%).